# USS Gerald R. Ford (2017)

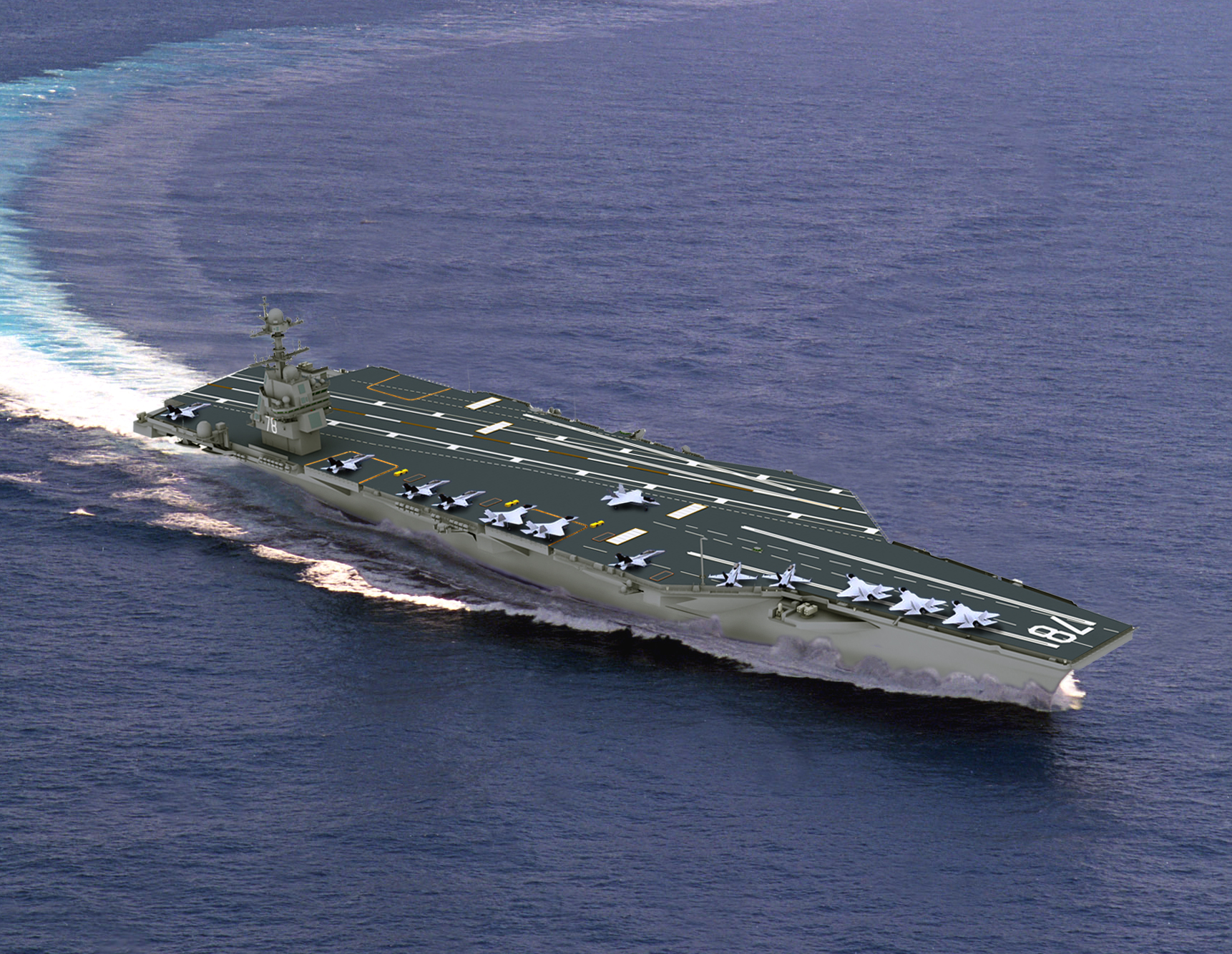
Impressie van de USS Gerald R. Ford (CVN-78)

De USS Gerald R. Ford (CVN-78) is een supervliegdekschip van de Amerikaanse marine. Het is het vlaggenschip van de gelijknamige klasse. Klasse en schip zijn vernoemd naar oud-president Gerald Ford. De naam werd bekendgemaakt op 16 januari 2007.
De USS Gerald R. Ford is een vliegdekschip met kernaandrijving en een waterverplaatsing van 101.600 ton. Op 11 augustus 2005 werd met een ceremonie het eerste onderdeel, een staalplaat van 15 ton, doorgesneden. De kiel werd gelegd op 13 november 2009, hetzelfde jaar dat het het laatste vliegdekschip uit de Nimitz-klasse in dienst kwam. Op 9 november 2013 werd het schip gedoopt. 
Het schip is uitgerust met een elektromagnetische katapult, waarmee op 28 juli 2017 de eerste EMALS-katapultlancering werd uitgevoerd, met een F/A-18E/F Super Hornet.
Het schip vervangt de in 2012 reeds uit de vaart genomen USS Enterprise, die sinds 1960 in de vaart was. De Gerald R. Ford zal volgens de planning nog drie zusterschepen krijgen die de eerste schepen uit de Nimitz-klasse gaan vervangen. Al het afval aan boord zal worden verwerkt met plasmavergassing. Op 22 juli 2017 werd het schip in dienst gesteld, tijdens een ceremonie was president Donald Trump aanwezig. Het is het meest geavanceerde marineschip van de Verenigde Staten en kost 11 miljard euro.